# Trapianto di fegato
Un trapianto di fegato è la sostituzione di un fegato ammalato con uno sano prelevato da un donatore.

## Storia
Il primo trapianto di fegato venne eseguito nel 1963 da Thomas E. Starzl a Denver Colorado; il primo che ebbe successo, sebbene a breve termine, fu nel 1967. Nonostante il progredire delle tecniche chirurgiche il trapianto di fegato rimase nella fase sperimentale per tutti gli anni settanta, con circa il 25% dei pazienti che sopravvivevano almeno un anno. L'uso della ciclosporina migliorò decisamente i risultati e negli anni ottanta il trapianto di fegato divenne un trattamento clinico standard sia per adulti sia per bambini.
Il primo trapianto di fegato in Italia venne eseguito il 20 maggio 1982 al Policlinico Umberto I dell'Università di Roma "La Sapienza" dal Prof. Raffaello Cortesini e la sua équipe.
Il trapianto di fegato viene oggi eseguito in centinaia di centri negli Stati Uniti, in Europa e nel resto del mondo.
La mortalità tre mesi dopo l'intervento è del 15% che sale a circa il 20% dopo un anno. Le percentuali sono in continuo miglioramento sebbene il trapianto continui ad essere un'operazione molto complessa (un intervento può durare anche 15 ore) e con frequenti complicazioni.
Il numero di organi disponibili è molto basso rispetto alle necessità, e anche per questo si sono sviluppate
le tecniche di trapianto di fegato tra viventi. Il fegato infatti si rigenera, ed è quindi possibile il prelievo parziale da un donatore vivente. Questa tecnica è anche stata favorita dal fatto che in alcune nazioni (ad esempio Corea del Sud o Giappone) non sia accettabile, per motivi religiosi e culturali, prelevare organi da un cadavere.
Il 5 marzo 2019 si è svolto a Padova per la prima volta al mondo il primo trapianto di una porzione di fegato da donatore vivente su paziente con metastasi epatiche inoperabili.

## Indicazioni
Il trapianto di fegato è praticato in tutte le malattie croniche che producano un malfunzionamento irreversibile del fegato e in pazienti con carcinoma epatocellulare secondo specifici criteri, purché il paziente non presenti altre patologie che precludano possibilità di successo al trapianto. La maggior parte dei trapianti viene effettuata in caso di malattie che portano a lesioni permanenti del fegato o di cirrosi (come le Epatiti virali, alcoliche ed autoimmuni e la Cirrosi biliare primitiva) con conseguente rischio per la vita del soggetto.

## Tecniche
Quasi tutti i trapianti sono eseguiti in modo ortotopico, ovvero il fegato originale viene rimosso e il
nuovo fegato è trapiantato nella stessa posizione anatomica. L'operazione può essere concettualmente divisa
in tre parti, epatectomia (rimozione del fegato malato del ricevente), fase anepatica (senza fegato), e trapianto.
L'operazione si effettua con un lungo taglio a L (oppure come una Y rovesciata che parte 6 cm circa sopra lo sterno, poi si divide e segue le ultime costole, alla destra arriva fino al fianco, a sinistra partendo dallo sterno va per circa 10/12 cm) sull'addome superiore. Il prelievo consiste nella resezione di tutti i legamenti del fegato, della via biliare principale o coledoco, dell'arteria epatica e della vena porta.
Normalmente la parte dietro al fegato della vena cava viene rimossa, sebbene esista una tecnica chirurgica che la mantiene. L'impianto del nuovo fegato consiste nel connettere la parte inferiore della vena cava, la vena porta e l'arteria epatica. Dopo che la circolazione sanguigna è ripresa nel nuovo fegato, il condotto biliare viene ricostruito e connesso al condotto o all'intestino.
La maggior parte dei trapianti di fegato usa un fegato intero da un cadavere, specialmente nel caso di pazienti adulti.
Un grande miglioramento nei trapianti per bambini fu lo sviluppo del trapianto di porzioni ridotte di fegato; in questi casi una parte del fegato di un adulto può essere usata per un bambino.
Altri sviluppi hanno portato alla tecnica split, in cui un fegato viene diviso e trapiantato su due persone (due adulti o un adulto ed un bambino che pesi meno di 10 kg). Nel caso dei due adulti, il fegato sarà diviso in 2 parti perfettamente uguali (segmenti I-IV nel primo, segmenti V-VIII nel secondo); nell'altro caso, il bimbo riceverà i segmenti II-III, mentre all'adulto sarà trapiantato il resto. Sempre in questo campo si può oggi effettuare il trapianto da un donatore vivente.

## Immunosoppressione
Come per tutti i trapianti, quello di fegato viene rigettato dal paziente a meno che non siano usati farmaci immunosoppressivi. Questi farmaci sono praticamente gli stessi per tutti i tipi di trapianti; oggi vengono usati corticosteroidi, tacrolimus, ciclosporina e alcuni derivati dell'acido micofenolico.
Per il fegato il problema del rigetto è un problema minore rispetto ai trapianti di cuore o di rene.

## In Italia
In Italia il tempo medio di attesa per i pazienti in lista per un trapianto di fegato è di 2,04 anni, la mortalità in lista è del 6,55%.
5 centri (Torino, Pisa, Bologna, Bergamo e Padova) effettuano più della metà dei trapianti di fegato in Italia. Il centro italiano con il maggior numero di trapianti/anno è il centro di Torino che per 25 anni è stato diretto dal professor Mauro Salizzoni.
Centri che effettuano il trapianto di fegato in Italia nel 2011/trapianti 2007-2011; in grassetto i 5 centri che effettuano 50% dei trapianti di fegato):
| Città    | Centro Trapianto                              | Trapianti nel 2011 | Trapianti dal 2007 al 2011 |
| -------- | --------------------------------------------- | ------------------ | -------------------------- |
| Ancona   | A.O. Torrette - Umberto I                     | 36                 | 188                        |
| Bari     | Azienda Ospedale Policlinico                  | 24                 | 97                         |
| Bergamo  | Ospedali Riuniti - Bergamo                    | 83                 | 393                        |
| Bologna  | S.Orsola-Malpighi - Bo                        | 71                 | 392                        |
| Cagliari | A. O. G.Brotzu (Ospedale San Michele)         | 26                 | 126                        |
| Genova   | Az.Osp.Ospedale S.Martino E Cl.Iniv.Conv      | 9                  | 128                        |
| Milano   | Istituto Naz. Le Per Cura Tumori-Milano       | 36                 | 156                        |
| Milano   | Maggiore Policlinico - Milano                 | 43                 | 192                        |
| Milano   | Ospedale Ca' Granda-Niguarda - Milano         | 69                 | 320                        |
| Modena   | Policlinico - Mo                              | 31                 | 227                        |
| Napoli   | A.O.R.N. Cardarelli - Napoli                  | 43                 | 237                        |
| Padova   | Azienda Ospedale-Università Padova            | 72                 | 349                        |
| Palermo  | Ismett Partnership Dip. Interazienda          | 63                 | 332                        |
| Pisa     | Azienda Ospedaliera Pisana                    | 115                | 526                        |
| Roma     | Az. Osp. Univ. Policlinico Tor Vergata        | 21                 | 24                         |
| Roma     | Azienda Policlinico Umberto I                 | 22                 | 117                        |
| Roma     | Az.Osp.San Camillo-Forlanini                  | 22                 | 112                        |
| Roma     | Istituto Regina Elena (Ifo)                   | 0                  | 10                         |
| Roma     | Ospedale Pediatrico Bambino Gesù              | 13                 | 46                         |
| Roma     | Ospedale Sant'Eugenio                         | 0                  | 91                         |
| Roma     | Policlinico A. Gemelli E C.I.C.               | 19                 | 105                        |
| Torino   | Azienda Osped. S. Giovanni Battista di Torino | 137                | 685                        |
| Udine    | Azienda Ospedaliera "S.M.Misericordia"        | 1                  | 1                          |
| Udine    | Policlinico Universitario                     | 27                 | 157                        |
| Verona   | Azienda Ospedaliera di Verona                 | 20                 | 85                         |

Totale nazionale di trapianti di fegato, inclusi trapianti combinati:
- Italia		(1003/5096)